# Monoctonia pistaciaecola
Monoctonia pistaciaecola är en stekelart som beskrevs av Jaroslav Stary 1962. Monoctonia pistaciaecola ingår i släktet Monoctonia och familjen bracksteklar. Inga underarter finns listade i Catalogue of Life.